# Chris Cutler
Chris Cutler est un batteur britannique né le 4 janvier 1947 à Washington DC (États-Unis). Membre du groupe rock expérimental Henry Cow durant les années 1970, il a par la suite fait partie de Art Bears et News from Babel. Il rejoint Pere Ubu lors de la reformation du groupe en 1987 et collabore avec de nombreux musiciens, notamment les Residents et joint les guistaristes André Duchesne, René Lussier, Jean-Pierre Bouchard et Claude Fradette pour le premier opus du groupe québécois Les 4 Guitaristes de l'Apocalypso Bar dont le titre est Tournée Mondiale/Été '89 (Ambiances Magnétiques, Canada). Cutler dirige le label indépendant Recommended Records, qu'il a fondé en 1978.